# Gianluca Colonnello
Gianluca Colonnello (Guardiagrele, 8 febbraio 1973) è un allenatore di calcio ed ex calciatore italiano, di ruolo difensore, collaboratore tecnico del Sassuolo.

## Carriera

### Giocatore
La carriera da professionista di Colonnello inizia con la maglia del Francavilla, squadra nella quale milita per tre campionati prima di passare al Castel di Sangro (2 stagioni) sempre in serie C2, con cui conquista la storica promozione in C1.
Nel 1995 l'approdo in Serie B con la maglia del Pescara. Nella stagione 1997-1998 passa al Perugia, squadra con la quale conquista la promozione nella massima serie. Nel 1998 il debutto in Serie A, dove colleziona 105 presenze divise in quattro campionati, tre dei quali giocati con la maglia del Lecce, squadra nella quale milita dal 1999 al 2003, con cui conquista una promozione in A.
Nel 2003-2004 il ritorno al Pescara, quindi due stagioni alla Sambenedettese, con la quale riesce nel primo anno a conquistare i play off promozione, nel secondo anno a raggiungere una salvezza storica, dove nel marzo 2006, in seguito alle dimissioni dell'allenatore Maurizio Simonato e alle delicate vicende societarie, entra in vigore l'autogestione dei calciatori: Colonnello assume il ruolo di allenatore-giocatore in collaborazione con il capitano Gianluca Zanetti. Nel 2006, a 33 anni e svincolato, si accasa al Pomezia, per poi lasciarlo nell'anno successivo. Dopo una stagione alla Santegidiese nel novembre del 2008 fa ritorno al Francavilla, per poi ritirarsi definitivamente dal calcio giocato nel 2009.

### Allenatore
Durante il campionato 2010-2011 ricopre il ruolo di allenatore degli Allievi Nazionali del Siena. Nel giugno 2011 assume l'incarico di allenatore del Borgo a Buggiano, società toscana appena promossa in Lega Pro Seconda Divisione. Il 20 dicembre dello stesso anno viene esonerato, con la squadra in zona salvezza, dopo storica vittoria sul campo dell'Alessandria per 4-1. Nel 2013-2014 ricopre la carica di allenatore dello Zakynthos, squadra greca di seconda divisione, neopromossa, con la quale raggiunge una storica salvezza, a cinque giornate dal termine del campionato. Nel 2015 diventa allenatore della squadra del Rethymno, che lascia dopo un mese per far ritorno a Zakynthos, con cui riesce a battere, per la prima volta nella storia del club, il Panatolikos, squadra di Superleague greca, in Coppa di Grecia. Dopo una vittoria per 3-0 contro il Lamia, lascia la squadra per dissidi con la dirigenza.
Nel luglio 2016 passa ad allenare la Primavera del Pisa e nel mese di agosto si trova a guidare anche la prima squadra, ottenendo due vittorie in Coppa Italia: la prima per 2-0 sul campo del Brescia e la seconda contro la Salernitana (4-3 ai rigori dopo che i tempi supplementari erano finiti 1-1). Entra anche qui nella storia del club, per aver raggiunto il quarto turno di Coppa Italia, impresa che era riuscita solo altre tre volte. Il suo ruolo, come allenatore prima squadra, con cui aveva sottoscritto un contratto annuale, termina con il ritorno di Gennaro Gattuso sulla panchina nerazzurra il 1º settembre successivo, dopo un esonero concordato con il club. Nel 2019 diventa vice allenatore di Massimo Carrera all'AEK Atene. Il 9 febbraio 2021 segue Carrera in qualità di vice anche al Bari.
Il 23 ottobre 2022 diventa Head coach della Juventus Academy Abu Dhabi.